# Rūdolfs Klinsons
Rūdolfs Klinsons, latvijski general, * 1889, † 1941.